# Кукваз
Кукваз — село в Курахском районе Дагестана. Входит в состав сельского поселения Сельсовет «Ашарский».

## Географическое положение
Расположено на реке Курах в 7 км к северо-западу от районного центра с. Курах.

## Население
| 1895 | 1926 | 1939 | 1970 | 1989 | 2002 | 2010 |
| ---- | ---- | ---- | ---- | ---- | ---- | ---- |
| 314  | ↘262 | ↘256 | ↗323 | ↘157 | ↗197 | ↘182 |
| 2021 |      |      |      |      |      |      |
| ↘127 |      |      |      |      |      |      |

Моноэтническое лезгинское село.